# لويس براون (رسام)
لويس براون (بالألمانية: Louis Braun)‏ هو مؤرخ ورسام ألماني، ولد في 23 سبتمبر 1836 في شفايبيش هال في ألمانيا، وتوفي في 18 فبراير 1916 في ميونخ في ألمانيا.